# Grüner Engel
Der Grüne Engel ist eine Auszeichnung des Bayerischen Staatsministeriums für Umwelt und Verbraucherschutz, die seit 2011 an Persönlichkeiten und Vereinigungen für ihr ehrenamtliches Wirken im Naturschutz vergeben wird.

## Beschreibung
Die Auszeichnung Grüner Engel wurde anlässlich des Europäischen Jahres der Freiwilligentätigkeit erstmals im Jahr 2011 vom Bayerischen Staatsministerium für Umwelt und Verbraucherschutz vergeben. Geehrt werden Personen für ihre vorbildlichen Leistungen und ihr langjähriges, nachhaltiges, ehrenamtliches Engagement im Umweltbereich. Dazu gehören beispielsweise die Mitwirkung bei Artenschutzkartierungen, Artenhilfsmaßnahmen, Tätigkeiten in der Naturschutzwacht oder in Naturschutzbeiräten, die Durchführung von Biotoppflegemaßnahmen oder naturkundlichen Führungen sowie das Engagement in der Umweltbildung.
Die Auszeichnung wird einmal jährlich im Rahmen von festlichen Empfängen in den sieben bayerischen Regierungsbezirken vom amtierenden bayerischen Umweltminister verliehen. Die mit dem Grünen Engel geehrten Personen erhalten eine Urkunde und eine Ehrennadel. Es werden jährlich maximal 100 Personen (in ganz Bayern) mit dem Grünen Engel ausgezeichnet.